# Budanje
Budanje (niem.: Budaine; wł.: Budagne) – miejscowość w Słowenii w gminie Ajdovščina. Obejmuje wsie Avžlak, Brith, Kodelska Vas, Žgavska Vas, Krašnovska Vas, Severska Vas, Kranjčevska Vas, Pirčevska Vas, Grapa, Žaga, Perovce, Šumljak oraz Log. Po raz pierwszy w źródłach pisanych miejscowość została wspomniana w latach 1763-83 jako Bdanije, Bedanije i Bedanje.